# Patricia Miccio
Patricia Miccio (Buenos Aires, 29 de marzo de 1955 - ibidem, 6 de abril de 2011), fue una presentadora y modelo argentina.

## Carrera
Comenzó su carrera como modelo en 1975, convirtiéndose rápidamente en un referente de la profesión. Modeló para los más grandes diseñadores, participó en numerosos comerciales de televisión y fue portada de las principales revistas argentinas (“Para Ti”, “Gente”, “Caras”, “Look”, “Mía”). 
Después de su éxito como modelo, se destacó como conductora de Utilísima en Canal 2 y Telefe, pero también por haberse atrevido a dar en los medios un testimonio constante de la enfermedad que enfrentaba. Además condujo El rosa y el azul, Por quererte tanto, Temporada de Patos, 2pm, En Plenitud, Cotidiano y Todos Santos.
Se habla de su paso por el modelaje y de sus últimos trabajos en TV, de su elegancia y refinamiento y de su sonrisa franca, pero también de su valentía para expresar libremente una palabra que, hasta no hace mucho, era tabú en la tele: “cáncer”.
Decía que era una enferma crónica, y hace unos pocos meses se había enojado mucho con una revista que la retrató demacrada y con un pañuelo en la cabeza; “Me pareció de muy mala leche conmigo, que soy conocida, que soy un estandarte por todo lo que hice vinculado a esta enfermedad”, dijo en aquella oportunidad.
Durante más de una década se estuvo tratando por cáncer de mama, y se convirtió en un símbolo por la lucha contra este mal. Falleció el 6 de abril de 2011.

## Vida privada
Estuvo casada con Louis Btesh y tuvo dos hijos: Francis (1985-) y Axel (1995-), divorciándose en 2003. Desde 2004 fue pareja de Alberto Vijnovsky, con el que permaneció hasta su muerte.

## Trayectoria

### En televisión
Como conductora
- Utilísima (1987-1994 Canal 2/Telefe)
- El rosa y el azul (1996-1997 Gems)
- Por quererte tanto (1998 - América 2)
- Temporada de Patos (1999 - Plus Satelital)
- 2pm (2000 - Canal 7)
- En Plenitud (2001 - Plus Satelital)
- Cotidiano (2002 - Canal 9)
- Todos santos (2004-2005 - Canal 9)
- Especial Cáncer de Mama (2007 Discovery Home & Health)
- 20 países (2009-2010 Infinito)